# Campeonato da África do Sul de Ciclismo Contrarrelógio
Os Campeonatos da África do Sul de Ciclismo Contrarrelógio são organizados anualmente para determinar o campeão ciclista da África do Sul de cada ano, na modalidade.
O título é outorgado ao vencedor de uma única prova, na modalidade de Contrarrelógio individual. O vencedor obtêm o direito de usar a maillot com as cores da bandeira da África do Sul até ao campeonato do ano seguinte, unicamente quando disputa provas contrarrelógio.

## Palmarés
| Ano  | Vencedor                    | Segundo                     | Terceiro                    |
| ---- | --------------------------- | --------------------------- | --------------------------- |
| 1997 | Malcolm Lange               | Christopher Mountjoy        | Douglas Ryder               |
| 1998 | Malcolm Lange               | Simon Kessler               | Nicolas White               |
| 1999 | Morné Bester                | Simon Kessler               | Rudolf Wentzel              |
| 2000 | Robert Hunter               | David George                | Simon Kessler               |
| 2001 | David George                | Ryan Cox                    | Nicolas White               |
| 2002 | James Lewis Perry           | Nicolas White               | Ryan Cox                    |
| 2003 | Jeremy Maartens             | David George                | Nicolas White               |
| 2004 | David George                | Tiaan Kannemeyer            | Nicolas White               |
| 2005 | Tiaan Kannemeyer            | Ryan Cox                    | David George                |
| 2006 | David George                | Nicolas White               | Alex Pavlov                 |
| 2007 | David George                | James Lewis Perry           | Nicolas White               |
| 2008 | James Lewis Perry           | Nicolas White               | Kevin Evans                 |
| 2009 | Jacobus Venter              | David George                | James Lewis Perry           |
| 2010 | Kevin Evans                 | James Lewis Perry           | Jacobus Venter              |
| 2011 | Daryl Impey                 | Jay Robert Thomson          | Darren Lill                 |
| 2012 | Reinardt Janse van Rensburg | Jay Robert Thomson          | Johann Rabie                |
| 2013 | Daryl Impey                 | Jay Robert Thomson          | Johann Rabie                |
| 2014 | Daryl Impey                 | Jay Robert Thomson          | Louis Meintjes              |
| 2015 | Daryl Impey                 | Reinardt Janse Van Rensburg | Louis Meintjes              |
| 2016 | Daryl Impey                 | Reinardt Janse Van Rensburg | Johann Van Zyl              |
| 2017 | Daryl Impey                 | Willie Smit                 | Reinardt Janse Van Rensburg |
| 2018 | Daryl Impey                 | Ryan Gibbons                | Rohan Du Plooy              |
| 2019 | Daryl Impey                 | Stefan de Bod               | Louis Meintjes              |
| 2020 | Daryl Impey                 | Stefan de Bod               | Kent Main                   |
| 2021 | Ryan Gibbons                | Matthew Beers               | Kent Main                   |
| 2022 | Byron Munton                | Kent Main                   | Brandon Downes              |